# María Valverde
María Valverde Rodriguez (Madrid, 24 marzo 1987) è un'attrice spagnola.

## Biografia
Nel 2004 ha vinto il premio Goya come miglior attrice rivelazione per la pellicola La flaqueza del bolchevique. È nota in Italia per avere interpretato il ruolo di Melissa nel film Melissa P., diretto da Luca Guadagnino, tratto dal libro 100 colpi di spazzola prima di andare a dormire di Melissa Panarello. Nel 2014 prende parte a Exodus - Dei e re (Exodus: Gods and Kings), diretto da Ridley Scott.
È stata fidanzata con l’attore Mario Casas, conosciuto sul set di Tres metros sobre el cielo, dal 2010 al 2014. 
È sposata dal 2017 con il direttore d'orchestra Gustavo Dudamel.

## Filmografia

### Cinema
- La flaqueza del bolchevique, regia di Manuel Martín Cuenca (2003)
- Melissa P., regia di Luca Guadagnino (2005)
- Los Borgia, regia di Antonio Hernández (2006)
- El hombre de arena, regia José Manuel González (2007)
- Cracks, regia di Jordan Scott (2009)
- Tres metros sobre el cielo, regia di Fernando González Molina (2010)
- Madrid, 1987, regia di David Trueba (2011)
- Tengo ganas de ti, regia di Fernando González Molina (2012)
- Libertador, regia di Alberto Arvelo (2013)
- La Mula, regia di Michael Radford (2013)
- Exodus - Dei e re (Exodus: Gods and Kings), regia di Ridley Scott (2014)
- Ombre dal passato (Broken Horses), regia di Vidhu Vinod Chopra (2015)
- Guernica - Cronaca di una strage (Gernika), regia di Koldo Serra (2016)
- Ali and Nino, regia di Asif Kapadia (2016)
- Ritorno in Borgogna (Ce qui nous lie), regia di Cédric Klapisch (2017)
- The Limehouse Golem - Mistero sul Tamigi (The Limehouse Golem), regia di Juan Carlos Medina (2016)
- Galveston, regia di Mélanie Laurent (2018)
- Spider, regia di Andrés Wood (2019)
- Eravamo canzoni (Fuimos canciones), regia di Juana Macías (2021)
- Distanza di sicurezza (Distancia de rescate), regia di Claudia Llosa (2021)

### Televisione
- La fuga – serie TV, 12 episodi (2012)
- Hermanos – serie TV, 6 episodi (2014)

### Cortometraggi
- Cuando nadie nosmira, regia di Pau Atienza (2004)
- Válido para un baile, regia di Gabi Beneroso (2006)
- A Lonely Sun Story, regia di Enrique Fernández e Juanma Suárez García (2014)
- ¿ Y tú por qué viajas?, regia di Juan Luis Aceytuno (2015)

## Riconoscimenti
Premio Goya
- 2004 – Migliore attrice rivelazione per La flaqueza del bolchevique

## Doppiatrici italiane
- Valentina Mari in Guernica - Cronaca di una strage
- Alessia Amendola in Melissa P.
- Chiara Gioncardi in Exodus - Dei e re e in The Limehouse Golem
- Gea Riva in Ritorno in Borgogna
- Raffaella Castelli in Galveston
- Federica De Bortoli in Eravamo canzoni